# Múlaþing
Múlaþing (kiejtése: ˈmuːlaθiŋk) önkormányzat Izland Keleti régiójában, amely a 2019 októberi népszavazást követően 2020-ban jött létre Fljótsdalshérað, Seyðisfjörður, Borgarfjarðarhreppur és Seyðisfjarðarkaupstaður egyesülésével.
Múlaþing az ország legnagyobb önkormányzata: a sziget területének tíz százalékát foglalja el.

## Fordítás
- Ez a szócikk részben vagy egészben  a   Múlaþing című izlandi Wikipédia-szócikk ezen változatának fordításán alapul.  Az eredeti cikk szerkesztőit annak laptörténete sorolja fel. Ez a jelzés csupán a megfogalmazás eredetét és a szerzői jogokat jelzi, nem szolgál a cikkben szereplő információk forrásmegjelöléseként.